# Яцык, Пётр Дмитриевич
Пётр Дми́триевич Я́цык (укр. Петро́ Дми́трович Я́цик; 7 июля 1921, Синевидско-Вижнее — 1 ноября 2001, Торонто) — канадский предприниматель украинского происхождения, меценат и филантроп.
Известен своим вкладом в финансирование украинской науки на Западе. Среди главных проектов, профинансированных Яцыком: Украинский научный институт Гарвардского университета, Канадский институт украинских исследований, Энциклопедия украиноведения, а также Международный конкурс знатоков украинского языка.

## Биография
Пётр Яцык родился 7 июля 1921 года в с. Верхнее Синевидное на Львовщине, был самым старшим из всех детей Дмитрия и Марии Яцыков.
Окончил семилетнюю школу, учился на сельскохозяйственных и железнодорожных курсах. Работал помощником машиниста. Во время войны был членом УПА. В 1944 году осел в ФРГ. В 1947 году закончил украинский институт в Регенсбурге (изучал экономику). С 1949 года жил в Канаде.
Яцык был президентом и владельцем частной строительной фирмы Prombank Investment Limited (P. Jacyk Group). Учредил Международный благотворительный фонд «Лига украинских меценатов» и был его почётным президентом.
Он финансировал строительство украинских школ и церквей в Бразилии. При его поддержке увидели мир книги по истории и культуре Украины. Яцык — главный меценат известной «Энциклопедии Украиноведения», а также известного в научном мире Украинского исследовательского института при Гарвардском университете (США) и центра исследований истории Украины Канадский институт украинских исследований при Альбертском университете (University of Alberta).
Умер 1 ноября 2001 года.

## Награды
- Почётный знак отличия Президента Украины (1996).
- Орден князя Ярослава Мудрого V степени (2001).
- Лауреат Международной премии программы «Человек года» (2002).[3]